# Maria Imaculada da Áustria
Maria Imaculada da Áustria (em alemão: Maria Immakulata Rainera Josepha Ferdinande Theresia Leopoldine Antoinette Henriette Franziska Karoline Aloysia Januaria Christine Philomena Rosalia von Österreich-Toskana; Baden, Baixa Áustria, 3 de setembro de 1878 – Schloss Altshausen, Altshausen, 25 de novembro de 1968) foi um membro da Casa de Habsburgo-Lorena e Arquiduquesa da Áustria, Princesa da Toscana por nascimento. Maria Imaculada era a sétima filha, quinta e última menina, do arquiduque Carlos Salvador da Áustria e sua esposa Maria Imaculada das Duas Sicílias.

## Casamento
Maria Imaculada casou-se com o duque Roberto de Württemberg, quarto filho, segundo varão, do duque Filipe de Württemberg e de sua esposa, a arquiduquesa Maria Teresa da Áustria, em 29 de outubro de 1900 em Viena. Maria Imaculada e Roberto não tiveram filhos.

## Títulos e estilos
- 3 de setembro de 1878 – 25 de novembro de 1968: Sua Alteza Imperial e Real Arquiduquesa Maria Imaculada da Áustria, Princesa da Toscana